# Cataglyphis viaticus
Cataglyphis viaticus é uma espécie de inseto do gênero Cataglyphis, pertencente à família Formicidae.